# Liazid Sandjak
Liazid Sandjak (Montreuil, 11 settembre 1966) è un ex calciatore francese naturalizzato algerino, di ruolo centrocampista.